# Think Tank (album)
Pour les articles homonymes, voir Think tank (homonymie).
Albums de Blur
13
(1999) The Magic Whip
(2015)
Think Tank est le septième album studio de Blur, paru le 6 mai 2003. Il a été enregistré entre le Maroc et l'Angleterre. La pochette a été réalisée par le graffeur Banksy.
Ce disque marque un tournant musical important pour le groupe, qu'il avait déjà amorcé avec 13, et qu'il confirme avec une ambiance axée musiques du monde plus que britpop, ceci étant surtout dû au départ du guitariste Graham Coxon, brouillé avec le reste du groupe à cause de ses problèmes d'alcool.
Bien que déroutant une majorité de fans par ces sonorités nouvelles, cet album fut leur mieux classé dans les charts américains.

## L'album
Commencé à Londres en novembre 2001 au Studio 13, le même que pour l'album 13, l'enregistrement de l'album se termina au National Trust de Devon, mais une grande partie des sessions se déroula dans une vieille grange aménagée, au Maroc, où furent enregistrées Moroccan Peoples Revolutionary Bowls Club, Crazy Beat et Gene By Gene.
Le DJ Fatboy Slim produisit ces 2 derniers morceaux, ce qui fut apparemment un des facteurs du départ de Coxon. Ce dernier n'intervient que sur 4 morceaux : The Outsider, Morricone, Some Glad Morning et Battery in Your Leg, ce dernier étant le seul inclus dans l'album. Albarn déclarera que « c'est la seule chose que, quand Graham est revenu au studio, on a brièvement travaillé ». Cette absence poussa les bassiste et batteur Alex James et Dave Rowntree à s'investir plus significativement dans les enregistrements : ainsi, les deux musiciens tinrent tous les chœurs, Dave joua de la guitare sur On the Way to the Club et enregistra une démo rap de Sweet Song.

## Liste des titres
Tous les titres ont été composés par Damon Albarn, Alex James et Dave Rowntree, à l'exception des titres mentionnés ci-dessous.
Me, White Noise (Albarn, James, Rowntree, Phil Daniels) – 6:48 (morceau caché, utiliser le retour arrière depuis la piste 1)
1. Ambulance – 5:09
2. Out of Time – 3:52
3. Crazy Beat – 3:15
4. Good Song – 3:09
5. On the Way to the Club – 3:48
6. Brothers and Sisters – 3:47
7. Caravan – 4:36
8. We've Got a File on You – 1:03
9. Moroccan Peoples Revolutionary Bowls Club – 3:03
10. Sweet Song – 4:01
11. Jets (Albarn, James, Rowntree, Smith (en)) – 6:25
12. Gene By Gene – 3:49
13. Battery In Your Leg (Albarn, Coxon, James, Rowntree) – 3:20

## CD Exclusif 5 pistes
- Le 21 septembre 2003, un CD gratuit contenant 5 titres était offert dans le magazine The Observer. Des démos et versions live de morceaux et faces B issues de Think Tank figurent sur celui-ci.

1. Ambulance - 5:07
2. Don't Be (Acoustique) - 2:40
3. Sweet Song (Demo Idea) - 3:51
4. Me, White Noise (live) - 7:46
5. Out Of Time (Acoustique) - 3:38

La version live de Me, White Noise a été enregistrée au London Astoria, à Londres, le 12 mai 2003.
La version acoustique de Out Of Time a été enregistrée pour CNN au Labernacle d'Atlanta le 26 juillet 2003.